# 朝阳街道 (达州市)
朝阳街道，是中华人民共和国四川省达州市通川区下辖的一个乡镇级行政单位。

## 行政区划
朝阳街道下辖以下地区：
团包梁社区、马房坝社区、龙爪塔社区、金山寺社区、金南社区、四合头社区、阳平社区、龙泉社区、钢花社区、皂角垭社区、新酢坊社区、塔沱社区和红岩社区。